# Alix av Champagne
Alix av Champagne (även kallad Adèle) född 1140, död 4 juni 1206, var en fransk drottning, tredje fru till kung Ludvig VII. Hon var Frankrikes regent 1190–1192.

## Biografi
Alix  var dotter till Theobald II av Champagne och Matilda av Carinthia och blev gift med kungen 1160, fem veckor efter hans andra frus död vid förlossningen av en dotter. Alix var politiskt aktiv med sina bröder, Henrik I av Champagne, Theobald V av Blois, och Guillaume aux Blanches Mains, ärkebiskop av Reims.
Alix  blev änka 1180. Hon försökte då utan framgång bli förmynddarregent för sin femtonårige son, som dock lyckades få sig myndigförklarad. Hon och hennes bröder gick i allians med Burgund och Flandern och framtvingade en konflikt riktad mot Isabella av Hainaut 1181.
Alix var Frankrikes regent under sonens, Filip II August av Frankrike, frånvaro 1190–1192. Hon regerade tillsammans med ärkebiskopen av Reims och var möjligen den första kvinnan som rent formellt sett kallats regent i ett franskt regeringsdokument.
Under sina sista år grundade hon flera kloster.

## Barn
1. Filip II August av Frankrike
2. Agnes av Frankrike